# Paul Murry
Paul Murry, född 25 november 1911, död 4 augusti 1989, var en amerikansk serietecknare. Han var en av de mest inflytelserika tecknarna av disneyserier med Musse Pigg och Långben i huvudrollerna. Han tecknade även andra serier för Disney, inklusive Kalle Anka, Lilla Vargen och Bror Kanin.

## Murrys stildrag och inflytande
På frågan vem som var Murrys favoritfigur, tycks svaret alltid ha blivit Långben, och han var mycket riktigt en mästare på att göra humor av Långbens gängliga kroppsbyggnad. Då Murry aldrig skrev sina manus själv är det inte helt korrekt att säga att han skapade några nya figurer - men ett flertal karaktärer såg dagens ljus för första gången i Murrys serier. Därmed var han också den som kom att utforma dem grafiskt. Bland dessa kan nämnas:
- Skärlock Holm (1952)
- Gilbert (1954)
- Borstis och Dum-Dum (1957)
- Dr. Dunkelfink och Fumbel (1958)
- Tuttan och Nuttan (1962)
- Stål-Långben (1965)
- Stål-Gilbert (1966)
- Putte och Knölen (1966)

Dessutom var det i Murrys serier som Musses gamle nattsvarte fiende från 1939, engångsföreteelsen Spökplumpen, återvände till de amerikanska serietidningarna.

## Historia och utveckling

### Karriären tar fart
Murry började med att jobba 1938 på Walt Disney Studios, där han blev assistent åt animatören Fred Moore.
Murry började sin karriär som tecknare av Disneyserier med att skissa söndagssidorna för serien Silly Symphonies 1943, som vid det laget hade José Carioca och därefter Panchito Pistoles i huvudrollerna. Under åren 1944-46 skissade han även ett antal dagstrippar med Musse Pigg och tecknade de första veckornas söndagssidor med Bror Kanin (vilka avlöste Panchito i dagstidningarna). År 1946 fick han så förtroendet att börja teckna serier direkt för serietidningarna Walt Disney's Comics & Stories (WDC) och Four Color, där han under ca ett års tid tecknade flera äventyr med Bror Kanin och Lilla Vargen i huvudrollerna. Bägge dessa figurer skulle han även senare komma att göra enskilda serier med, och under 1950 och -60talen tecknade han också närmare 100 serier med Kalle Anka och de andra ankorna. I slutet av 1940-talet lämnade han tillfälligt Disneystudion, flyttade från Kalifornien till delstaten Oregon och livnärde sig under några år på att teckna egna skämtteckningar. Han återvände dock snart till serierna och tecknade under något års tid runt 1950/51 dagstidningsserien Buck O'Rue, publicerad i dagspressen 1951-52 och skriven av Dick Huemer. När detta projekt inte föll väl ut återvände han så till slutligen Disneyserierna och en karriär som tecknare av framför allt Musse Pigg.

### Musse Pigg
I juli 1950 publicerades Paul Murrys första serie med Musse i huvudrollen. Under de kommande 34 åren skulle han komma att teckna omkring 4 800 sidor Musse-serier och bilda skola för en mängd andra serietecknare.
Mest berömd kom Murry att bli för de "fortsättningsserier" med Musse och Långben som sträckte sig över 2-5 nummer av WDC. Dessa kom att bli ett stående inslag i tidningen under 20 år, från 1953 till 1973. För manusen till de flesta och de bästa av dessa serier svarade fram till 1962 Carl Fallberg, som dock även skrev enstaka följetonger de kommande 8 åren. I den mån några serier från Westerns tidningar kan sägas tävla med Carl Barks i högt läsvärde är det just dessa, som än idag är ett populärt inslag i Kalle Anka & C:o.
Förutom serierna för WDC, tecknade också Murry flera längre och kortare Musse-serier för Westerns andra tidningar, inklusive Mickey Mouse.

### Stål-Långben och Spökplumpen
I mitten av 1960-talet, när seriekonsumtionen var som störst i USA, satsade Western, eller mer korrekt dotterbolaget Gold Key, på en mängd nya tidningar. För två av dessa, The Phantom Blot (Spökplumpen, startad 1964) och Super Goof (Stål-Långben, startad 1965), fick Murry förtroendet att teckna de första numren, d.v.s. de nummer som skulle se till att väcka tillräckligt många läsares intresse för att titlarna skulle bära sig. Resultatet blev synnerligen lyckat, och de långa serierna från dessa två tidningar, är - vid sidan av fortsättningsserierna från WDC - kanske gräddan av Murrys produktion.

### De sista åren
Fallberg slutade på Western 1971 och sedan sjönk kvalitén raskt på de manus Murry fick sig tilldelade - för så vitt man vet skrev han aldrig något manus på egen hand. Fortsättningsserierna upphörde 1973, och ersattes med korta avslutade serier i varje nummer. Murry började sakta tappa intresset för serierna (vilket väl må vara förståeligt efter över trettio år) och hans teckningar tappade mycket av sin forna glans - må så vara att kvalitén på dem fortfarande låg en bra bit över övriga Mussetecknares. Han fortsatte dock att leverera sina serier till förlaget ända fram tills Western lade ner sina disneytidningar 1984. Hans sista serie gick i Westerns sista serietidning, WDC 510.

## Privatliv
Murrys mor gick troligtvis bort mycket tidigt och han växte upp med sina farföräldrar i Missouri. Där ägnade de/han sig åt jordbruk tills Murry 1938 skaffade sig arbete vid Disneystudion i Kalifornien, där han också gifte sig 1939. Barndomen på landet gjorde Murry till en hängiven naturmänniska och hans intresse för klimat och väder skiner ofta igenom i hans Disneyserier. Han var även en entusiastisk fotograf och munspelare och ägnade oftast en stund på morgonen åt att spela munspel innan han satte sig vid ritbordet. Under en period sålde han även munspel som bisyssla.